# Alan Joyce
Alan Joseph Joyce, FRAeS (sinh ngày 30 tháng 6 năm 1966) là một doanh nhân người Úc gốc Ireland. Ông là tổng giám đốc điều hành (CEO) của hãng hàng không Úc Qantas Airways Limited.

## Tiểu sử và giáo dục
Joyce sinh ra và lớn lên tại Tallaght (hiện tại là một vùng ngoại ô của Dublin, nhưng là một ngôi làng riêng biệt vào thời điểm ông chào đời). Mẹ ông là một người quét dọn còn cha ông làm việc trong một nhà máy thuốc lá. Joyce và ba người em của ông đều vào đại học.
Joyce theo học tại học viện Công nghệ Dublin và đại học Trinity, Dublin. Ông tốt nghiệp và nhận bằng cử nhân về Khoa học ứng dụng (vật lý và toán học) cũng như bằng Thạc sĩ khoa học về Khoa học quản lý. Ông là một thành viên trong hiệp hội hàng không hoàng gia.

## Sự nghiệp
Joyce làm việc tại Aer Lingus, một hãng vận tải biển của Ireland trong tám năm, nơi ông nhận nhiều vị trí trong lĩnh vực bán hàng, marketing, công nghệ thông tin, lập kế hoạch mạng, nghiên cứu hoạt động, quản lý doanh thu và lập đội tàu. Năm 1996, ông rời Aer Lingus để gia nhập tập đoàn Ansett Australia hiện đã dừng hoạt động. Năm 2000, ông gia nhập Quantas. Ở cả Ansett Australia và Qantas, Joyce đều đứng đầu các bộ phận lập kế hoạch mạng, lập lịch trình và mạng lưới. Joyce được bổ nhiệm làm CEO cho công ty con Jetstar Airways của Qantas vào tháng 10 năm 2003.
Joyce trở thành CEO của Qantas vào ngày 28 tháng 11 năm 2008. Ông từng là cựu giám đốc của Orangestar Investment Holdings Pte Limited (công ty mẹ Singapore của Jetstar Asia Airways và Valuair) và công ty cổ phần hàng không Jetstar Pacific Airlines (tại Việt Nam). Ngày 29 tháng 10 năm 2011, do tình trạng công nghiệp bất ổn định liên tục xảy ra sau đợt công bố thất nghiệp và thay đổi cơ cấu tại Qantas, Joyce đã cho hạ cánh toàn bộ đội tàu chính của Qantas.
The Australian đã chọn ông là nhà lãnh đạo kinh doanh có ảnh hưởng nhất năm 2011. Tuy nhiên, một cuộc thăm dò sau sự kiện hạ thủy đội tàu Qantas gây tranh cãi của ông năm 2011 đã làm tăng thêm những đón nhận tiêu cực về hãng. Năm 2011, mức thưởng của Joyce tăng 71% từ 2,92 triệu $ (2009-10) lên 5.01 triệu $ và ông được cấp 7.1 triệu cổ phiếu của Qantas theo kế hoạch khích lệ dài hạn.
Ngày 9 tháng 5 năm 2017, khi Joyce đang phát biểu tại một hội nghị bữa sáng doanh nhân ở Perth, Úc thì bị úp một bánh kem vào mặt bởi một người đàn ông lạ mặt khá lớn tuổi, túm lấy Joyce và đẩy bánh kem vào mặt ông trước khi rời sân khấu. Sau khi úp bánh vào mặt Joyce, người này bình tĩnh rời sân khấu hướng về phía cửa ra nhưng đã bị nhân viên an ninh bắt giữ. Người tấn công được xác định là Tony Overhue, một người nông dân Tây Úc công giáo, mục đích tấn công là để phản đối việc ông ủng hộ hôn nhân đồng giới. Người đàn ông này không bị buộc tội tấn công nhưng lại bị buộc tội cung cấp lời khai giả cho cảnh sát. Chia sẻ với báo giới sau vụ việc, ông Joyce cho hay mình chứng kiến nhiều lần phản đối và nhiều trò nguy hiểm trong thời gian làm việc tại Qantas, song chưa từng trải qua sự việc như hôm nay. “Khi bạn là CEO một hãng hàng không trong 9 năm, có rất nhiều việc xảy ra trong thời gian đó. Việc này rất khác, chắc chắn là sự kiện bất thường nhưng sự việc kiểu thế này đã xảy ra trong quá khứ”.

## Đời sống cá nhân
Joyce là một người đồng tính công khai và sống ở vùng ngoại ô Sydney The Rocks với bạn đời là một người New Zealand, họ bắt đầu có quan hệ tình cảm từ 1999. Năm 2011, Joyce được điều trị thành công căn bệnh ung thư tuyến tiền liệt.